# Friesodielsia discostigma
Friesodielsia discostigma là loài thực vật có hoa thuộc họ Na. Loài này được (Diels) Steenis mô tả khoa học đầu tiên năm 1964.